# Colotis hetaera
Colotis hetaera är en fjärilsart som först beskrevs av Carl Eduard Adolph Gerstäcker 1871.  Colotis hetaera ingår i släktet Colotis och familjen vitfjärilar.
Artens utbredningsområde är Tanzania. Inga underarter finns listade i Catalogue of Life.

## Bildgalleri

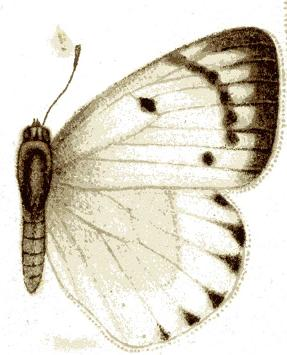
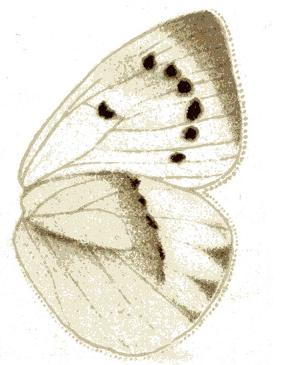
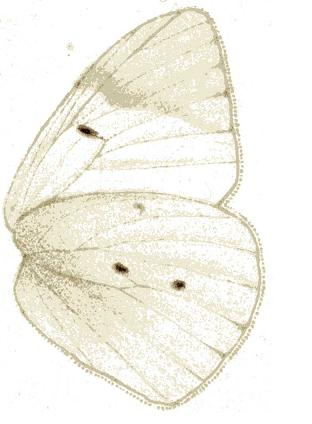
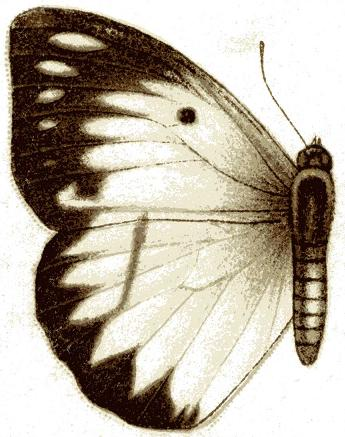
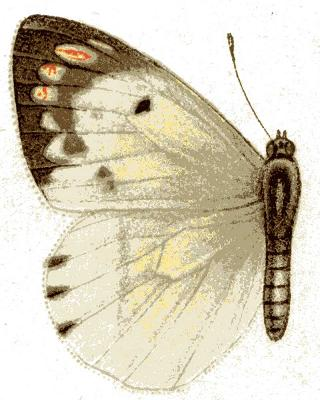
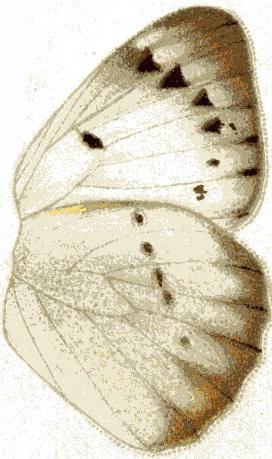